# L'Effet Glapion
L'Effet Glapion est une pièce de théâtre (« parapsychocomédie » selon l'auteur) en deux actes et en prose de Jacques Audiberti (1899-1965), publiée chez Gallimard en 1959 .

## Explication du titre
L'« effet Glapion » est le nom donné par Jacques Audiberti, dans la pièce éponyme, au phénomène suivant : « la vie est faite d'illusions. Parmi ces illusions, certaines réussissent. Ce sont elles qui constituent la réalité » , et il est aussi expliqué comme ceci : « l'usufruit d'une donnée concrète objective par la logique visionnaire subjective ».

## Parutions
Jacques Audiberti, L'Effet Glapion, Gallimard, coll. « Le Manteau d'Arlequin-Theatre francais et du monde entier », 1959, 208 p. (ISBN 2-07-070962-0)
- Première parution en 1959
- Nouvelle édition en 1987 [5]

## Représentation
- 1966 : L'Effet Glapion, Théâtre La Bruyère[6]